# 지한신
지 - 한신은 대한민국의 유리 생산 업체이다. 1991년에 비봉 유리로 설립한 뒤 중국에 지사를 설립하였으며, 1998년에 본사의 명칭을 한신 글라스로 바꾸었다. 2001년에 지 - 한신을 설립하고 한신글라스와 합병하였다. 현재 대북 협력 사업을 하고 있다.